# Niekka (kulle, lat 67,80, long 28,67)
Niekka är en kulle i Finland. Den ligger i Savukoski kommun och landskapet Lappland, i den norra delen av landet, 900 km norr om huvudstaden Helsingfors. Toppen på Niekka är 445 meter över havet, eller 175 meter över den omgivande terrängen. Bredden vid basen är 5,5 km.
Terrängen runt Niekka är huvudsakligen platt. Trakten runt Niekka är nära nog obefolkad, med mindre än två invånare per kvadratkilometer. Det finns inga samhällen i närheten. 